# IC 4860
IC 4860 је спирална галаксија у сазвјежђу Паун која се налази на листи објеката дубоког неба у Индекс каталогу.
Деклинација објекта је - 67° 22' 5" а ректасцензија 19h 31m 27,2s. Привидна величина (магнитуда) објекта IC 4860 износи 14,0 а фотографска магнитуда 14,7. IC 4860 је још познат и под ознакама ESO 105-1, AM 1926-672, IRAS 19263-6728, PGC 63326.